# Annemarie Wendl

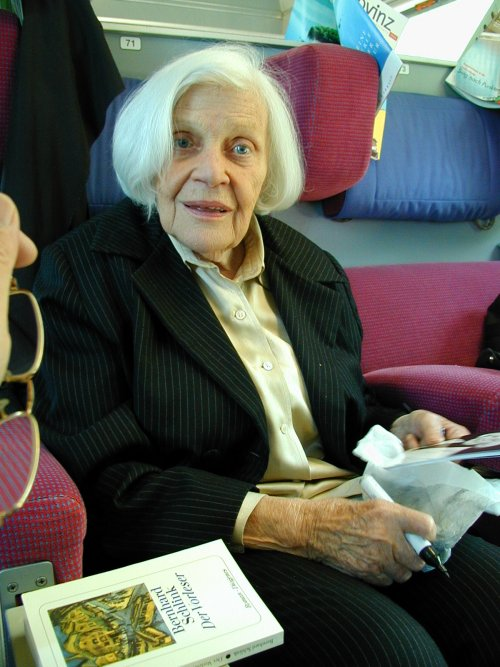
Annemarie Wendl (2004)

Annemarie Wendl-Kleinschmidt (* 26. Dezember 1914 in Trostberg; † 3. September 2006 in München) war eine deutsche Schauspielerin.

## Leben und Karriere
Annemarie Wendl stammte aus einer bayerischen Kaufmannsfamilie, von der die Eisenhandlung Wendl in Trostberg geführt wurde.
Ihren Beruf als Schauspielerin erlernte sie als Stipendiatin bei Lucie Höflich in Berlin. Sie spielte an zahlreichen Theaterhäusern ein breites Spektrum klassischer Rollen, häufig als „Salondame“. Lange Zeit spielte sie in Augsburg, Bamberg, Berlin, Bonn, Ingolstadt, Innsbruck, Meiningen, München, Salzburg und Wiesbaden. Wendl wirkte als Schauspielerin vor der Kamera von 1961 bis 2006 in mehr als 60 Film-und-Fernsehproduktionen mit. In den späten 1960er-und-1970er-Jahren wirkte sie in diversen deutschen Softsexfilmen mit, allerdings zumeist züchtig bekleidet. In Filmen wie Dr. Fummel und seine Gespielinnen gab sie schon damals Kostproben ihrer Schlagfertigkeit. 1975 gab ihr Rainer Werner Fassbinder in dem Fernsehfilm Ich will doch nur, daß ihr mich liebt die Rolle der Mutter. 1978 spielte sie in Wolfgang Petersens Fernsehfilm Schwarz und weiß wie Tage und Nächte; 1981 wirkte sie in der Rolle der Aufseherin in Rainer Wolffhardts Miniserie Die Rumplhanni mit. Ebenfalls im Jahr 1981 produzierte der BR Die Rumplhanni unter der Regie von Michael Peter auch als Hörspiel. Darin sprach sie neben Lisa Fitz eine der Hauptrollen (Rumplwabn).
Ab Beginn der Fernsehserie Lindenstraße am 8. Dezember 1985 verkörperte Wendl die Rolle der scharfzüngigen Hausmeisterin Else Kling. Am 13. Dezember 2005, rund 20 Jahre nach ihrem ersten Auftritt, gab sie aus gesundheitlichen Gründen ihren Ausstieg aus der Serie bekannt. In der am 28. Mai 2006 ausgestrahlten 1069. Folge mit dem Titel Abschied und Ankunft starb sie den Serientod.

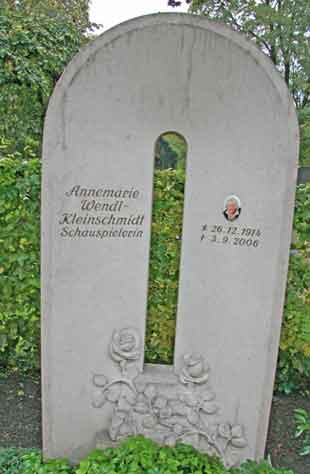
Die Grabstätte von Annemarie Wendl auf dem Nordfriedhof in München.

Annemarie Wendl war ab 1942 mit dem Dramaturgen Siegmar Kleinschmidt verheiratet, der nach kurzer Ehe 1944 im Zweiten Weltkrieg starb. Ihr bürgerlicher Name lautete daher Wendl-Kleinschmidt, aus der Ehe stammt ihr Sohn Siegmar Kleinschmidt. Wendl lebte im Münchner Stadtteil Schwabing. Ab Juli 2006 war sie stark pflegebedürftig und konnte ihre Wohnung nicht mehr verlassen. Sie starb am Nachmittag des 3. September 2006 im Alter von 91 Jahren an Herzversagen. Am 13. September 2006 wurde sie auf dem Münchener Nordfriedhof beigesetzt. An ihrer Beerdigung nahmen auch ihre Lindenstraßen-Kollegen Marie-Luise Marjan, Bill Mockridge, Franz Rampelmann, Hans W. Geißendörfer und Marianne Rogée teil.

## Sonstiges

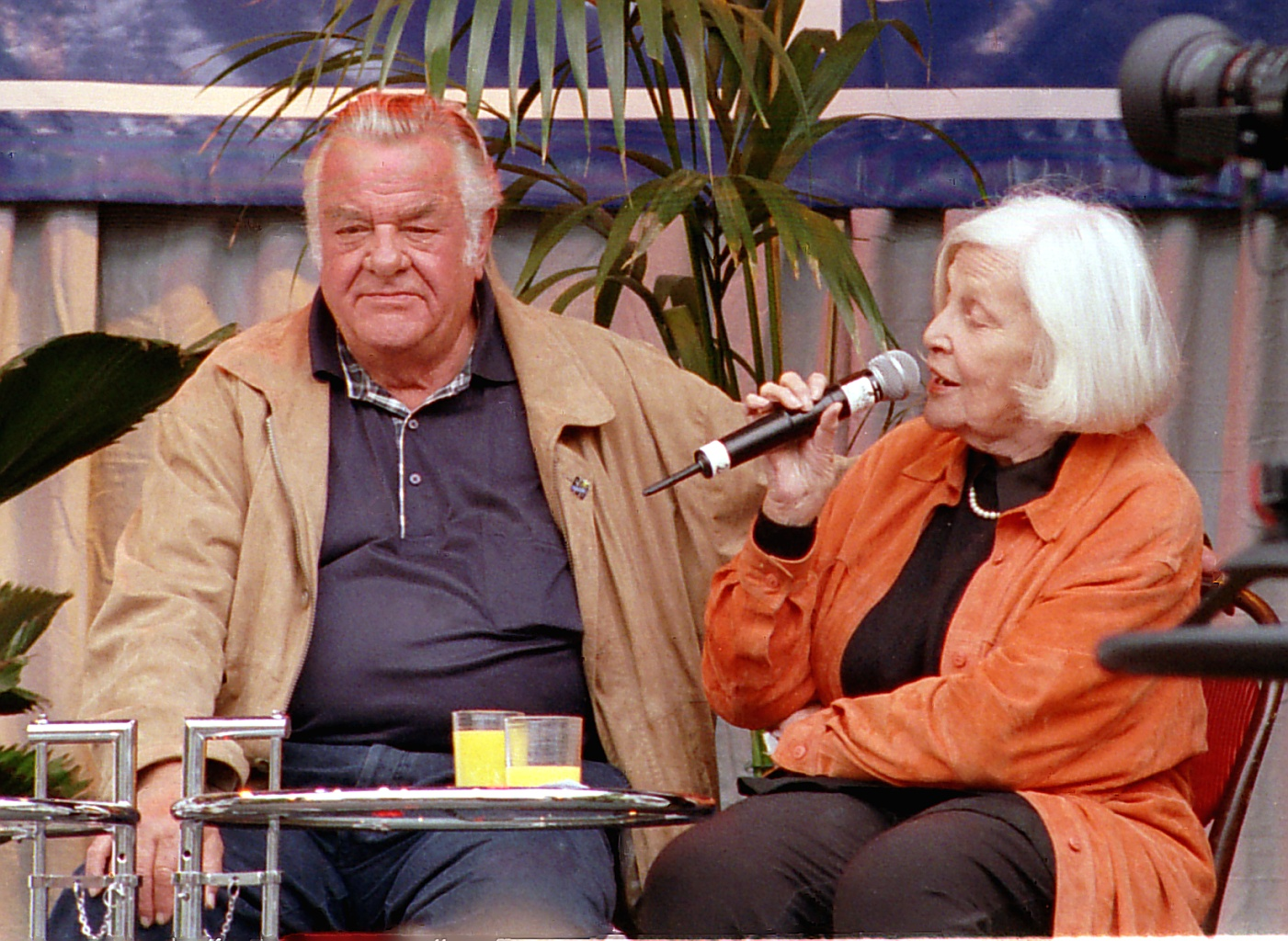
Wolfgang Grönebaum und Annemarie Wendl beim Tag der offenen Tür zur 600. Folge der Lindenstraße in Köln-Bocklemünd (1997)

- Auch in der Werbung war Annemarie Wendl als Else Kling zu sehen. In einem Buttermilch-Spot der Firma Müllermilch machte sie in den 1990er-Jahren den Slogan „Wenn’s schee macht“ zu einem geflügelten Wort.
- Als Else Klings Leben in Folge 1069 der Lindenstraße zu Ende geht, sieht sie im Fernsehen gerade ihre Lieblingsserie, natürlich die Lindenstraße. Else geht, gerufen von einer Stimme (gesprochen von Serienerfinder Hans W. Geißendörfer) zur Wohnungstür, hinter der sich ein helles Licht befindet. Sie geht darauf zu, aber nicht ohne auch dem lieben Gott vorher noch die Meinung zu sagen: „Mei Lieblings-Serie hätten’s mi wenigstens zu Ende schau’n lassen kinna. Jetz’ woaß i gar nimmer, wia’s ausgeht!“ „Aber ich weiß es, Else. Es geht gut aus.“ „Dann bin i froh. Mei, dann bin i froh.“

## Filmografie (Auswahl)
- 1961: Funkstreife Isar 12
- 1962: Waldfrieden
- 1963: Die sanfte Tour: Der Baron und seine Ehre (Fernsehserie)
- 1964: Die fünfte Kolonne – Eine Puppe für Klein-Helga
- 1964: Kommissar Freytag: Dora tanzt – Richard hängt
- 1965: Alarm in den Bergen
- 1965: Die fünfte Kolonne: Blumen für Zimmer 19
- 1965: Yerma
- 1968: Komm nur, mein liebstes Vögelein
- 1968: Zieh dich aus, Puppe
- 1968: Der nächste Herr, dieselbe Dame
- 1969: Graf Porno und die liebesdurstigen Töchter
- 1969: Pudelnackt in Oberbayern
- 1970: Dr. Fummel und seine Gespielinnen
- 1970: Mathias Kneissl
- 1970: Die Weibchen
- 1970: Schmetterlinge weinen nicht
- 1971: Der Kommissar: Grau-roter Morgen
- 1971: Königlich Bayerisches Amtsgericht
- 1971: Beichte einer Liebestollen
- 1971: Fegefeuer
- 1971: Erotik im Beruf – Was jeder Personalchef gern verschweigt
- 1971: Wie ich ein Neger wurde
- 1971: Liebe unter siebzehn
- 1973: Der Bastian (Teil 1/13, Nebenrolle)
- 1973: Der Kommissar: Der Tod von Karin W.
- 1973: Okay S.I.R. (Folge 14: Die Liebe – die Liebe)
- 1974: Unterm Dirndl wird gejodelt
- 1975: Der Kommissar: Der Tod des Apothekers
- 1975: Der Wittiber
- 1976: Ein Mädchen aus zweiter Hand
- 1976: Ich will doch nur, daß ihr mich liebt
- 1976: Schulmädchen-Report. 10. Teil: Irgendwann fängt jede an
- 1976: Graf Yoster gibt sich die Ehre (Folge 52: Undank ist der Welt Lohn)
- 1977: Drei sind einer zuviel (Fernsehserie)
- 1978: Schwarz und weiß wie Tage und Nächte
- 1979: Ein Kapitel für sich
- 1980: Ein Guru kommt
- 1981: Die Rumplhanni
- 1982: Meister Eder und sein Pumuckl (Folge: Der erste Schnee)
- 1983: Polizeiinspektion 1 (Folge 59: Urlaubszeit)
- 1984: Die Wiesingers (Folge 1)
- 1985–2006: Lindenstraße (Fernsehserie, 783 Folgen)
- 1989: Povratak Katarine Kožul
- 1992: Geschichten aus der Heimat (Fernsehserie; Episode: Rauchen gefährdet die Gesundheit)
- 1994: Die Fallers – Eine Schwarzwaldfamilie
- 1995: Entführung aus der Lindenstraße
- 2003: Bewegte Männer
- 2006: Annemarie Wendl – ein Leben mit der Lindenstraße (Dokumentation)

## Hörspiele
- 1969: Justin Schröder: Auf geht’s beim Schichtl! (Frau Hagemann, Pensionsmama) – Regie: Olf Fischer (Original-Hörspiel – BR)
- 1974: Richard Billinger: Bayerische Szene: Die Rauhnacht (Agnes) – Bearbeitung und Regie: Hermann Wenninger (Hörspiel – BR)
- 1978: Elisabeth Wäger-Häusle: Wenn Du mich lieb hast, geht’s (Gertrud Hauser) – Regie: Ursula Langrock (Original-Hörspiel, Kriminalhörspiel – SWF)
- 1981: Lena Christ: Bayerische Szene: Die Rumplhanni (Rumplwabn) – Regie: Michael Peter (Hörspielbearbeitung – BR)
- 1984: Martha Meuffels: Familie Loibl (36. Folge: In de Leit siehgt man net nei) (Frau Bernklau) – Redaktion und Regie: Michael Peter (Original-Hörspiel – BR)
- 1984: Martha Meuffels: Familie Loibl (40. Folge: Man muß alles bezahlen im Leben) (Frau Bernklau) – Redaktion und Regie: Michael Peter (Original-Hörspiel – BR)
- 1984: Heinrich Lautensack: Bayerische Szene: Hahnenkampf. Eine Komödie in sechs Szenen (die alte Wabn vom Kupferhammer) – Regie: Michael Peter (Hörspielbearbeitung – BR)
- 1986: Andrea Faustmann: RIFF – Ohrclip: Die Blaumacher (Frau mit Hund/Marktfrau) – Regie: Angeli Backhausen (Kinderhörspiel – WDR)
- 1989: Leonhard Reinirkens: Frühlingssonate (Helmine) – Regie: Tibor von Peterdy (Hörspiel – DW)
- 2000: Sebastian Goy: Landleben: Winterhochzeit (Alte Frau) – Regie: Ulrich Gerhardt (Original-Hörspiel – NDR/Deutschlandradio/SWR)